# Hannahs Mill
Hannahs Mill és una concentració de població designada pel cens dels Estats Units a l'estat de Geòrgia. Segons el cens del 2000 tenia 3.267 habitants.

## Demografia
Segons el cens del 2000, Hannahs Mill tenia 3.267 habitants, 1.278 habitatges, i 972 famílies. La densitat de població era de 288,6 habitants/km².
Dels 1.278 habitatges en un 33,1% hi vivien nens de menys de 18 anys, en un 58,9% hi vivien parelles casades, en un 13,5% dones solteres, i en un 23,9% no eren unitats familiars. En el 20,7% dels habitatges hi vivien persones soles el 9,2% de les quals corresponia a persones de 65 anys o més que vivien soles. El nombre mitjà de persones vivint en cada habitatge era de 2,56 i el nombre mitjà de persones que vivien en cada família era de 2,92.
Per edats la població es repartia de la següent manera: un 24,7% tenia menys de 18 anys, un 8,1% entre 18 i 24, un 27,5% entre 25 i 44, un 24,6% de 45 a 60 i un 15% 65 anys o més.
L'edat mediana era de 38 anys. Per cada 100 dones de 18 o més anys hi havia 89,3 homes.
La renda mediana per habitatge era de 33.714 $ i la renda mediana per família de 39.398 $. Els homes tenien una renda mediana de 30.391 $ mentre que les dones 19.833 $. La renda per capita de la població era de 15.746 $. Entorn del 6,4% de les famílies i l'11,1% de la població estaven per davall del llindar de pobresa.

## Poblacions més properes
El següent diagrama mostra les poblacions més properes.